# Okres podwójnego obiegu pieniądza
Okres podwójnego obiegu pieniądza – okres przejściowy pomiędzy datą wprowadzenia euro w danym państwie członkowskim przystępującym do strefy euro oraz ostatnią datą, w której dotychczasowa waluta krajowa może być używana jako prawny środek płatniczy równolegle do waluty euro. W tym czasie waluta krajowa określana jest mianem podjednostki euro. W okresie podwójnego obiegu pieniądza do obiegu wprowadzane są jednocześnie banknoty i monety euro oraz są wycofywane z niego banknoty i monety waluty krajowej. 
W okresie podwójnego obiegu pieniądza oraz w okresie poprzedzającym wprowadzenie euro w postaci gotówkowej sprzedawcy mają obowiązek podawać ceny swoich produktów zarówno w walutach narodowych, jak i w euro.

## Wybrane przykłady wymiany walut
1 stycznia 2002 euro stało się pełnoprawnym środkiem płatniczym w 12 krajach Unii Europejskiej. Okres podwójnego obiegu powinien wówczas trwać nie dłużej niż do 28 lutego 2002, jednak cztery państwa skróciły ten okres:
- Irlandia do 9 lutego 2002,
- Holandia do 27 stycznia 2002,
- Francja do 17 lutego 2002,
- Niemcy do 31 grudnia 2001.

Okres podwójnego obiegu pieniądza w wybranych z 13 państw przyjętych do Unii Europejskiej po 2004 wynosił:
- Słowenia od 1 do 14 stycznia 2007,
- Cypr od 1 do 31 stycznia 2008,
- Malta od 1 do 31 stycznia 2008,
- Słowacja od 1 do 16 stycznia 2009,
- Estonia od 1 do 15 stycznia 2011,
- Łotwa od 1 do 15 stycznia 2014,
- Litwa od 1 do 15 stycznia 2015,
- Chorwacja od 1 do 14 stycznia 2023[1].